# Chile na Letnich Igrzyskach Olimpijskich 1928
Chile na Letnich Igrzyskach Olimpijskich 1928, reprezentowane było przez 38 sportowców (tylko mężczyzn). Był to 5. start reprezentacji w historii letnich olimpiad.

## Zdobyte medale
| Medal  | Zawodnik     | Dyscyplina sportowa | Konkurencja |
| ------ | ------------ | ------------------- | ----------- |
| Srebro | Manuel Plaza | Lekkoatletyka       | maraton     |